# Ksenia Kablukova
Ksenia Kablukova (ryska: Ксения Юрьевна Каблукова; Ksenija Jurevna Kablukova), född 16 juni 1998 i Tjajkovskij i Ryssland, är en rysk backhoppare som tävlat i världscupen sedan 2015. Hon har även deltagit i världsmästerskapen i nordisk skidsport åren 2017 och 2019. Hennes hittills bästa placering i världscupen är en fjortonde plats från Pyeongchang 2017. 
I Kontinentalcupen, steget under världscupen, har hon tre segrar under säsongen 2019/2020 och leder för närvarande den sammanlagda ställningen.